# Медаља за Варшаву
Медаља за Варшаву (пољ. Medal za Warszawę) је пољско војно одликовање.
Медаља за Варшаву је установљена декретом Савета министара (пољ. Rada Ministrów) од 21. новембра 1945. године који гласи:
у спомен сећања на херојску историју Варшаве у рату са хитлеровским окупаторима, историју војника који је бранио Престоницу у септембру 1939. године, борио се гордо за време окупације и пожртвовано гинуо и трагичном устанку, а такође и у спомен сећања на победничко ослобођење Варшаве од Обновљене пољске војске у савезу са Црвеном армијом и са циљем да се награде учесници у борбама за Престоницу.
оригинал:
w celu upamiętnienia bohaterskiej historii Warszawy w wojnie z hitlerowskim najeźdźcą, historii żołnierza, który bronił Stolicy we wrześniu 1939 roku, walczył nieugięcie w okresie okupacji i ginął ofiarnie w tragicznym powstaniu, a także celem upamiętnienia zwycięskiego wyzwolenia Warszawy przez Odrodzone Wojsko Polskie w sojuszu z Armią Czerwoną oraz celem nagrodzenia uczestników tych walk o Stolicę.

## Добијање медаље
Медаља је додељивана људима који су учествовали у одбрани Варшаве 1939. године, учесницима у борбама пољског покрета отпора од 1939. до 1945. године, учесницима Варшавског устанка и војницима који су имали удела у ослобођењу Варшаве у јануару 1945. године. Медаљу је давао министар народне одбране (пољ. Minister Obrony Narodowej) у име Државне народне скупштине (пољ. Krajowa Rada Narodowa).
У складу са декретом, министар народне одбране је сазивао комисију која је утврђивала право на медаљу. Године 1946. министар је пренео право на одликовање вођама војних округа, командирима 1, 2, 3, 4. и 6. пешадијске дивизије, командиру 1. Варшавске коњичке дивизије као и Главној канцеларији Савеза војника за слободу и демократију (пољ. Związek Bojowników o Wolność i Demokrację).
Медаља је потом прихваћен у пољском систему одликовања уредбом од 17. фебруара 1960. године. Од 1958. године право на додељивање медаље је добила Државна скупштина (пољ. Rada Państwa), а после 1989. године председник Републике Пољске.
До 1984. године Медаљом за Варшаву је одликовано око 135.000 људи. Уредбом од 16. октобра 1992. године проглашен је завршетак одликовања овом медаљом 8. маја 1999. године.

## Опис медаље
Медаља за Варшаву је према декрету била круг пречника 33 mm, светло бронзане боје. На предњој страни медаље се у средини налазила слика Варшавске сирене са штитом и мачем (са грба Варшаве), а у доњем делу су се налазила три урезана таласа. Сирена је окружена прстеном, на коме се у доњем делу налази натпис За варшаву (ZA WARSZAWĘ), а у горњем делу су се налазиле године: 1939—1945, међу којима се налази сиренин мач. Позадина медаље је била глатка без слика и натписа. Године 1946. медаља је промењена, па је већ 1947. године додељивана измењена медаља. Нова верзија се разликовала по томе што више није било урезаних таласа на предњој страни већ су они били само исцртани, а на позадини се налазио натпис у 4 одељка раздвојена водоравним линијама: RP / OBROŃCOM / BOJOWNIKOM / OSWOBODZICIELOM (Република Пољска/ Браниоцима/ Ратницима/ Ослободиоцима), а испод њега два храстова листа. Ознаку су пројектовали Станислав Лоза (Stanisław Łoza) и Станислав Гепнер (Stanisław Gepner).
Медаљаза Варшаву је у реду пољских одликовања ношен после Бронзаног Медаље „Заслужних на пољу хвале“ (Medal "Zasłużonym na Polu Chwały"), потом додатно после Медаље тридесетогодишњице народне Пољске (Medal 30-lecia Polski Ludowej).